# Дъбилни вещества
Дъбилните вещества са биохимични вещества, които участват в обмяната на веществата и в отделянето на вътрешноклетъчната енергия на растенията. Действат отровно на много гъби и бактерии, атакуващи растенията.От химична гледна точка дъбилните вещества са анхидриди-производни на ацидофенолите, като в растенията се съдържат под формата на естери на глюкозата с шикалчената киселина.
Делят се на две групи – с етерен характер (танини) и нехидролизиращи (катехини).
Използват се за щавене на кожи. В медицината са запичащо средство при стомашни и чревни заболявания и като кръвоспиращо средство. С белтъци, алкалоиди, гликозиди и тежки метали образуват утайка, поради което се използват като противоотрови.